# استان پنجم

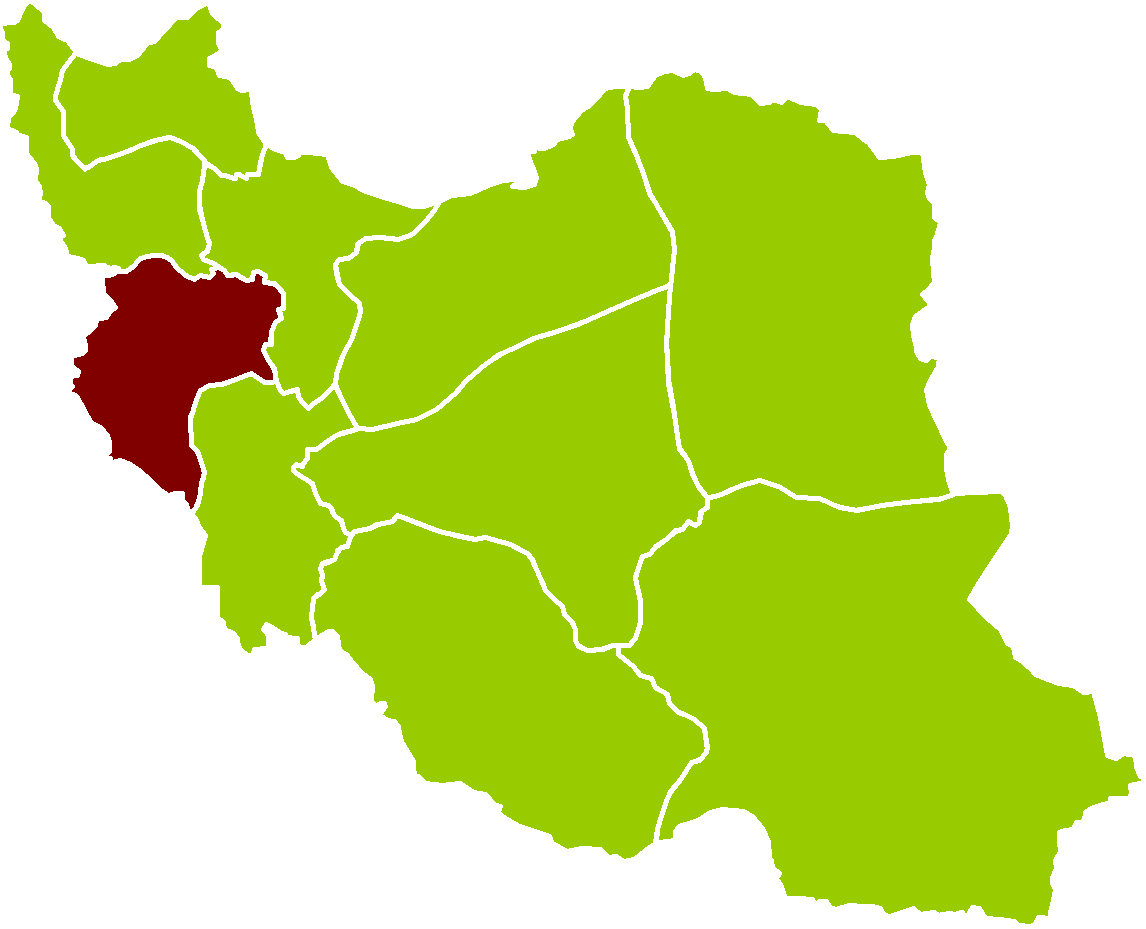
موقعیت استان پنجم در نقشه تقسیمات کشوری ایران

استان پنجم یکی از ۱۰ استان کشور ایران بود که در ۱۹ دی ۱۳۱۶ خورشیدی، با اصلاح قانون تقسیمات کشوری به مرکزیت شهر کرمانشاه تشکیل گردید. این استان شامل ۶ شهرستان ایلام، شاه‌آباد، کرمانشاهان، سنندج، شهرستان ثلاث (ملایر و نهاوند و تویسرکان) و همدان بود.
استان کردستان در ۱۳۳۵، استان همدان در سال ۱۳۵۲ و استان ایلام در ۱۳۵۳ با نام استان‌های دوازدهم (کردستان)، سیزدهم (همدان) و شانزدهم (ایلام) از این استان جدا شدند و به عنوان استان‌های مستقل تشکیل شدند.

## شهرستان‌ها
شهرستان‌ها و ۳۲ بخش تابع آن‌ها در استان پنجم در زمان تأسیس در سال ۱۳۱۶ به صورت زیر بوده است:
| ردیف | شهرستان        | بخش‌ها           |
| ---- | -------------- | --------------- |
| ۱    | ۲۰- ایلام      | ۱۰۹- ایلام      |
| ۱    | ۲۰- ایلام      | ۱۱۰- آبدانان    |
| ۱    | ۲۰- ایلام      | ۱۱۱- مهران      |
| ۱    | ۲۰- ایلام      | ۱۱۲- ارکوازی    |
| ۱    | ۲۰- ایلام      | ۱۱۳- دهلران     |
| ۱    | ۲۰- ایلام      | ۱۱۴- چوار       |
| ۱    | ۲۰- ایلام      | ۱۱۵- بدره       |
| ۱    | ۲۰- ایلام      | ۱۱۶- صالح‌آباد   |
| ۲    | ۲۱- شاه‌آباد    | ۱۱۷- شاه‌آباد    |
| ۲    | ۲۱- شاه‌آباد    | ۱۱۸- کرند       |
| ۲    | ۲۱- شاه‌آباد    | ۱۱۹- قصر شیرین  |
| ۲    | ۲۱- شاه‌آباد    | ۱۲۰- ایوان      |
| ۳    | ۲۲- کرمانشاهان | ۱۲۱- کرمانشاهان |
| ۳    | ۲۲- کرمانشاهان | ۱۲۲-کنگاور      |
| ۳    | ۲۲- کرمانشاهان | ۱۲۳- هرسین      |
| ۳    | ۲۲- کرمانشاهان | ۱۲۴- صحنه       |
| ۴    | ۲۳- سنندج      | ۱۲۵- سنندج      |
| ۴    | ۲۳- سنندج      | ۱۲۶- قروه       |
| ۴    | ۲۳- سنندج      | ۱۲۷- کامیاران   |
| ۴    | ۲۳- سنندج      | ۱۲۸- سنقر       |
| ۴    | ۲۳- سنندج      | ۱۲۹- مریوان     |
| ۴    | ۲۳- سنندج      | ۱۳۰- اوی‌هنگ     |
| ۴    | ۲۳- سنندج      | ۱۳۱- میران‌شاه   |
| ۴    | ۲۳- سنندج      | ۱۳۲- پاوه       |
| ۵    | ۲۴ثلاث         | ۱۳۳- ملایر      |
| ۵    | ۲۴ثلاث         | ۱۳۴- نهاوند     |
| ۵    | ۲۴ثلاث         | ۱۳۵- تویسرکان   |
| ۶    | ۲۵- همدان      | ۱۳۶- همدان      |
| ۶    | ۲۵- همدان      | ۱۳۷- اسدآباد    |
| ۶    | ۲۵- همدان      | ۱۳۸- رزن        |
| ۶    | ۲۵- همدان      | ۱۳۹- کبوترآهنگ  |
| ۶    | ۲۵- همدان      | ۱۴۰- سیمینه‌رود  |

## تغییرات در تقسیمات استان پنجم در سال ۱۳۲۱
- بر اساس مصوبهٔ ۵۲۲۶–۲۱/۷/۱۸ بخش سنقر از شهرستان سنندج جدا و به شهرستان کرمانشاهان ضمیمه شد.
- بر اساس مصوبهٔ ۱۲۲۷۸–۲۴/۷/۱ بخش قصر شیرین از شهرستان شاه‌آباد جدا و به شهرستان تبدیل شد.
- بر اساس مصوبهٔ ۲۴۴/۲۷۵–۲۵/۲/۳۱ شهرستان بیجار از استان چهارم جدا و به استان پنجم ضمیمه شد.
- بر اساس مصوبهٔ ۱۰۹۳۸–۲۵/۶/۱۴ بخش سقز که قبلاً تابع شهرستان مهاباد استان چهارم بود به شهرستان تبدیل شد و بخش بانه نیز که قبلاً تابع شهرستان مهاباد بود تابع شهرستان تازه‌تأسیس سقز گردید و به استان پنجم ضمیمه شد.
- بر اساس مصوبهٔ ۴۲۶۳۶–۲۵/۱۱/۱۴ بخش نهاوند از شهرستان ثلاث جدا و به شهرستانی جدید تابع استان پنجم تبدیل شد.

همچنین مرکز بخش ارکوازی به سومار منتقل و به‌همراه دهستان بولی بخش تابع شهرستان قصر شیرین گردید و به نام بخش سومار خوانده می‌شد. سرپل ذهاب نیز به یکی از بخش‌های تابع شهرستان قصر شیرین تبدیل شد.
پس از این تغییرات در سال ۱۳۲۱ شهرستان‌های استان پنجم و بخش‌های تابعه آن‌ها به ۱۰ شهرستان و ۳۴ بخش به‌صورت زیر درآمد:
| ردیف | شهرستان        | بخش‌ها      |
| ---- | -------------- | ---------- |
| ۱    | ۲۸- ایلام      | ایلام      |
| ۱    | ۲۸- ایلام      | آبدانان    |
| ۱    | ۲۸- ایلام      | مهران      |
| ۱    | ۲۸- ایلام      | دهلران     |
| ۱    | ۲۸- ایلام      | چوار       |
| ۱    | ۲۸- ایلام      | بدره       |
| ۱    | ۲۸- ایلام      | صالح‌آباد   |
| ۲    | ۲۹- شاه‌آباد    | شاه‌آباد    |
| ۲    | ۲۹- شاه‌آباد    | کرند       |
| ۲    | ۲۹- شاه‌آباد    | ایوان      |
| ۳    | ۳۰- قصر شیرین  | سومار      |
| ۳    | ۳۰- قصر شیرین  | سرپل ذهاب  |
| ۴    | ۳۱- کرمانشاهان | کرمانشاهان |
| ۴    | ۳۱- کرمانشاهان | هرسین      |
| ۴    | ۳۱- کرمانشاهان | صحنه       |
| ۴    | ۳۱- کرمانشاهان | کنگاور     |
| ۴    | ۳۱- کرمانشاهان | سنقر       |
| ۵    | ۳۲- سنندج      | سنندج      |
| ۵    | ۳۲- سنندج      | قروه       |
| ۵    | ۳۲- سنندج      | کامیاران   |
| ۵    | ۳۲- سنندج      | اویهنگ     |
| ۵    | ۳۲- سنندج      | میرانشاه   |
| ۵    | ۳۲- سنندج      | مریوان     |
| ۵    | ۳۲- سنندج      | پاوه       |
| ۶    | ۳۳- سقز        | بانه       |
| ۷    | ۳۴- ملایر      | ملایر      |
| ۷    | ۳۴- ملایر      | تویسرکان   |
| ۸    | ۳۵- همدان      | همدان      |
| ۸    | ۳۵- همدان      | اسدآباد    |
| ۸    | ۳۵- همدان      | رزن        |
| ۸    | ۳۵- همدان      | کبوترآهنگ  |
| ۸    | ۳۵- همدان      | سیمینه‌رود  |
| ۹    | ۳۶- نهاوند     | نهاوند     |
| ۱۰   | ۳۷- بیجار      | بیجار      |

## تغییرات در تقسیمات استان پنجم تا آخر سال ۱۳۲۷
تا آخر سال ۱۳۲۷ تنها دو تغییر وچک در درون استان پنجم اتفاق افتاد؛ بخش ارکوازی ذیل شهرستان ایلام تشکیل شد و همچنین بخش تویسرکان از شهرستان ملایر جدا و به شهرستان جدیدی تابع استان پنجم تبدیل شد.
در سال ۱۳۲۹ بخش‌های زرین‌آباد، دره‌شهر، بدره و چرداول ذیل شهرستان ایلام تشکیل شد. بخش شاه‌آباد ذیل شهرستان شاه‌آباد به بخش حومه تغییر کرد و بخش باباجانی نیز ذیل این شهرستان تشکیل شد. بخش شراء پیشخور ذیل شهرستان همدان تشکیل شد. در شهرستان سنندج نیز بخش سنندج به بخش حومه تغییر کرد و بخش روانسر ذیل این شهرستان تشکیل شد. در همین زمان بود که بخش‌های بیجار، همدان، ملایر، ایلام، کرمانشاهان به «بخش مرکزی شهرستان» تغییر نام دادند.

## جدا شدن سه شهرستان و تغییر نام استان در ۱۳۳۵
در سال ۱۳۳۵ شهرستان‌های سنندج، سقز و بیجار از استان پنجم جدا شدند و استان کردستان را تشکیل دادند. در همین زمان نام استان‌ها از اعداد به نام‌های جغرافیایی تاریخی آن‌ها تغییر داده شد و استان پنجم نیز از همین زمان با نام استان کرمانشاهان نامگذاری شد. ۹ شهرستان و بخش‌های تابع آن در استان پنجم (کرمانشاهان) در پاییز ۱۳۳۵ که می‌توان آن را پایان کار استان پنجم دانست به شرح زیر بود:
| ردیف | شهرستان       | بخش‌ها             |
| ---- | ------------- | ----------------- |
| ۱    | ۴۳- ایلام     | ۱- بولی           |
| ۱    | ۴۳- ایلام     | ۲- چوار           |
| ۱    | ۴۳- ایلام     | ۳- خزل            |
| ۱    | ۴۳- ایلام     | ۴- چرداول         |
| ۱    | ۴۳- ایلام     | ۵- بیجن‌وند        |
| ۱    | ۴۳- ایلام     | ۶- نگران          |
| ۱    | ۴۳- ایلام     | ۷- شیروان         |
| ۱    | ۴۳- ایلام     | ۸- صالح‌آباد       |
| ۱    | ۴۳- ایلام     | ۹- میش‌خاص         |
| ۱    | ۴۳- ایلام     | ۱۰- بدره          |
| ۱    | ۴۳- ایلام     | ۱۱- ارکواز        |
| ۱    | ۴۳- ایلام     | ۱۲- شوهان         |
| ۱    | ۴۳- ایلام     | ۱۳- دوستان        |
| ۱    | ۴۳- ایلام     | ۱۴- مهران         |
| ۱    | ۴۳- ایلام     | ۱۵- هندمینی       |
| ۱    | ۴۳- ایلام     | ۱۶- زرین‌آباد      |
| ۱    | ۴۳- ایلام     | ۱۷- خالصه         |
| ۱    | ۴۳- ایلام     | ۱۸- سوکان         |
| ۱    | ۴۳- ایلام     | ۱۹- دره‌شهر        |
| ۱    | ۴۳- ایلام     | ۲۰- ماژین         |
| ۱    | ۴۳- ایلام     | ۲۱- آبدانان       |
| ۱    | ۴۳- ایلام     | ۲۲- دهلران        |
| ۲    | ۴۶- قصر شیرین | ۱- سومار و نفت‌شاه |
| ۲    | ۴۶- قصر شیرین | ۲- قلعه‌شیری       |
| ۲    | ۴۶- قصر شیرین | ۳- خضرآباد        |
| ۲    | ۴۶- قصر شیرین | ۴- ذهاب           |
| ۲    | ۴۶- قصر شیرین | ۵- جگیران         |
| ۲    | ۴۶- قصر شیرین | ۶- سرقلعه         |
| ۲    | ۴۶- قصر شیرین | ۷- ازگله          |
| ۲    | ۴۶- قصر شیرین | ۸- خانه‌شور        |
| ۲    | ۴۶- قصر شیرین | ۹- حومه           |
| ۳    | ۴۷- کرمانشاه  | ۱- هرسم           |
| ۳    | ۴۷- کرمانشاه  | ۲- جلالوند        |
| ۳    | ۴۷- کرمانشاه  | ۳- عثمانوند       |
| ۳    | ۴۷- کرمانشاه  | ۴- زردلان         |
| ۳    | ۴۷- کرمانشاه  | ۵- ماهیدشت        |
| ۳    | ۴۷- کرمانشاه  | ۶- دروفرامان      |
| ۳    | ۴۷- کرمانشاه  | ۷- حومه           |
| ۳    | ۴۷- کرمانشاه  | ۸- بالادربند      |
| ۳    | ۴۷- کرمانشاه  | ۹- میان‌دربند      |
| ۳    | ۴۷- کرمانشاه  | ۱۰- پایروند       |
| ۳    | ۴۷- کرمانشاه  | ۱۱- کندوله        |
| ۳    | ۴۷- کرمانشاه  | ۱۲- یبلوار        |
| ۳    | ۴۷- کرمانشاه  | ۱۳- کلیایی        |
| ۳    | ۴۷- کرمانشاه  | ۱۴- فعله‌کری       |
| ۴    | ۴۸- کنگاور    | ۱- کنگاور         |
| ۴    | ۴۸- کنگاور    | ۲- خدابنده        |
| ۴    | ۴۸- کنگاور    | ۳- دینور          |
| ۴    | ۴۸- کنگاور    | ۴- صحنه           |
| ۴    | ۴۸- کنگاور    | ۵- چمچمال         |
| ۴    | ۴۸- کنگاور    | ۶- هرسین          |
| ۵    | ۴۹- ملایر     | ۱- ترک            |
| ۵    | ۴۹- ملایر     | ۲- حومه           |
| ۵    | ۴۹- ملایر     | ۳- آورزمان        |
| ۵    | ۴۹- ملایر     | ۴- سامن           |
| ۵    | ۴۹- ملایر     | ۵- کمازان         |
| ۶    | ۵۰- نهاوند    | ۱- علیا           |
| ۶    | ۵۰- نهاوند    | ۲- سفلی           |
| ۶    | ۵۰- نهاوند    | ۳- سلگی           |
| ۶    | ۵۰- نهاوند    | ۴- خزل            |
| ۷    | ۵۱- همدان     | ۱- اسدآباد        |
| ۷    | ۵۱- همدان     | ۲- چهاربلوک       |
| ۷    | ۵۱- همدان     | ۳- شراء           |
| ۷    | ۵۱- همدان     | ۴- وفس            |
| ۷    | ۵۱- همدان     | ۵- پیشخور         |
| ۷    | ۵۱- همدان     | ۶- درجزین سفلی    |
| ۷    | ۵۱- همدان     | ۷- درجزین علیا    |
| ۷    | ۵۱- همدان     | ۸- سردرود         |
| ۷    | ۵۱- همدان     | ۹- مهربان         |
| ۷    | ۵۱- همدان     | ۱۰- حاجیلو        |

تا سال ۱۳۴۵ همچنین در شهرستان ایلام تغییراتی به وجود آمد. بخش‌های حومه، زرین‌آباد، آبدانان و موسیان شهرستان دهلران را تشکیل دادند. همچنین بخش‌های حومه، صالح‌آباد و ارکوازی شهرستان مهران و بخش‌های حومه و دره‌شهر نیز شهرستان بدره را تشکیل دادند. این سه شهرستان تازه تأسیس به‌همراه شهرستان ایلام که در این زمان از بخش‌های حومه، چوار، ایوان و شیروان و چرداول تشکیل شده بود مجموعاً فرمانداری کل ایلام و پشتکوه را تشکیل دادند.

همچنین شهرستان‌های همدان (متشکل از بخش‌های حومه، اسدآباد، رزن، کبوترآهنگ، سیمینه‌رود و شراء و پیشخور)، ملایر (متشکل از بخش‌های حومه و سامن)، نهاوند (متشکل از بخش حومه) و تویسرکان (متشکل از بخش حومه) نیز به فرمانداری کل همدان تبدیل شدند.
در جلسهٔ مؤرخ ۲۱ اردیبهشت ۱۳۴۸ بنا به پیشنهاد شماره ۲۲۳۹۵/۱۰/۲۰۱۸۱/د مؤرخ ۴۸/۲/۱۲ وزارت کشور و به استناد تبصرهٔ ۲ از مادهٔ ۲ قانون تقسیمات کشور مصوب آبان ۱۳۱۶، در منطقهٔ خزل شهرستان نهاوند به بخش تبدیل شد و با تأسیس بخشداری در آن، شهرستان نهاوند به دو بخش حومه وو خزل تقسیم شد.
بر اساس مصوبهٔ ۲۴۰۰–۳۳/م در تاریخ ۹ مهر ۱۳۵۲ فرمانداری کل همدان از استان کرمانشاه جدا شده و به استان همدان تبدیل شد.
همچنین در تاریخ ۱۸ فروردین ۱۳۵۳ نیز فرمانداری کل ایلام از استان کرمانشاه جدا و به استان ایلام تبدیل شد.